# 눈동자개
눈동자개는 메기목 동자개과에 속하는 육식성 민물고기이다. 또한 대한민국에서만 사는 고유종이다. 일부 지역에서는 동자개와 구분하지 않고 빠가사리라는 이름으로 부른다. 최근 충청북도 괴산군 달천에서 알비노 눈동자개가 잡히기도 했다.

## 생태
눈동자개는 하천 중류, 상류에 산다. 야행성이라 낮에는 바위틈에 숨고 밤에는 물고기나 물벌레를 잡아먹는다. 겨울에는 떼를 지어 물 속 깊은곳 돌 밑에 들어가 지낸다.

## 산란
알은 5~7월 사이에 낳는다. 암컷과 수컷이 한 곳에 모여 가슴지느러미로 바닥을 파고 알을 낳는다.